# Hofstaat

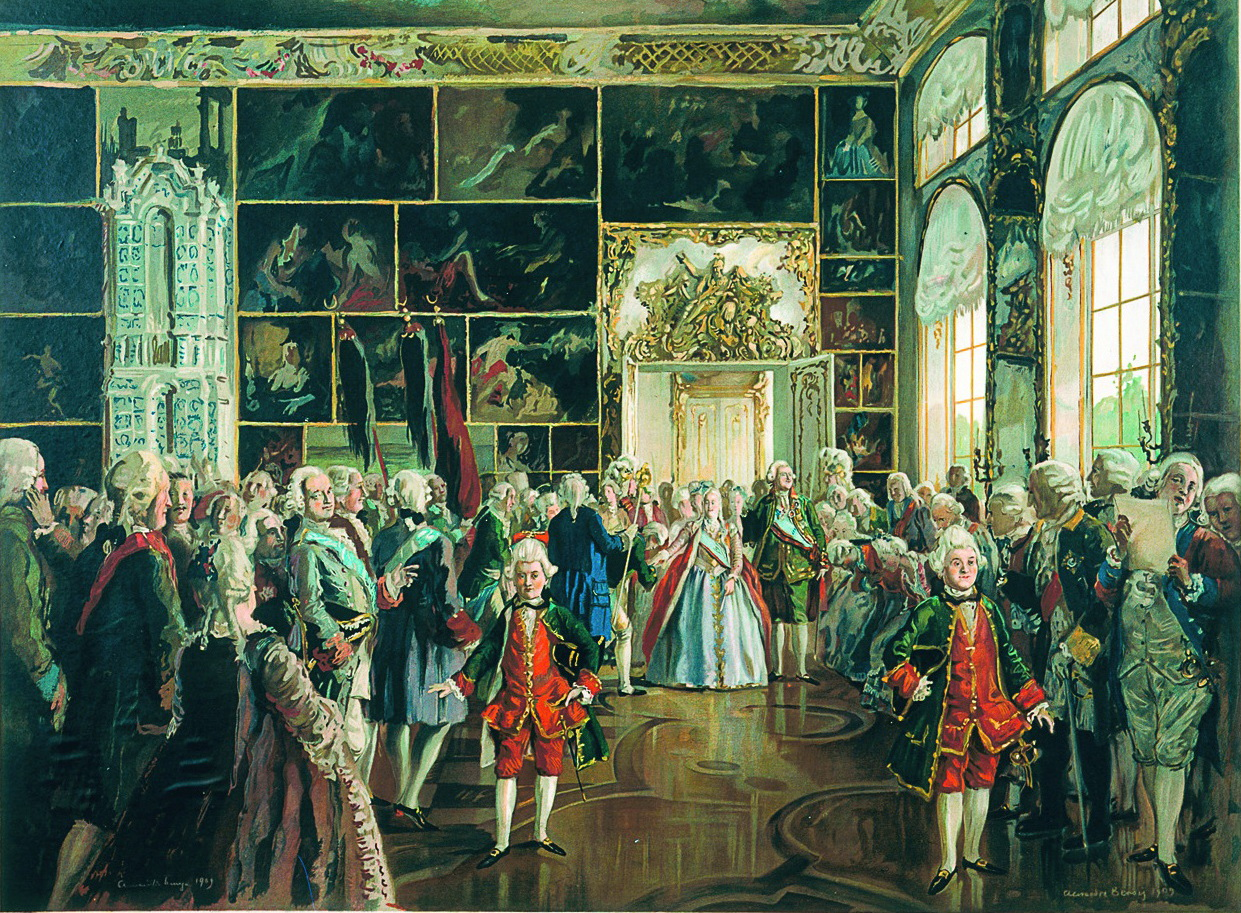
Die Höflinge Katharinas der Großen

Der Hofstaat, der Hof oder die Höfische Gesellschaft ist die Gesamtheit der Personen, die einen regierenden Fürsten und dessen Familie unmittelbar und ständig umgeben. Monarchische Höfe sind historisch ritualisierte Herrschaftsformen.

## Allgemeines
Der „Hof“ (lat. curia, aula, franz. cour, engl. court) ist ursprünglich eine Ortsbezeichnung, siehe Hof (Ortsname). Er geht über auf den von Gebäuden eines Gutes umschlossenen freien Platz, auf dem sich die Gefolgschaft des Gutsherrn versammelte, und bezeichnet dann auch diese Gefolgschaft selbst. Ferner ist er die Bezeichnung für die Residenz eines Fürsten (Hoflager) sowie für den Fürsten selbst mit seiner Familie und seiner Umgebung. Jeder Hof war als fürstlicher Haushalt institutionell und sozial organisiert und hierarchisch aufgebaut. Zentrales Organisationsmerkmal waren seine Hofämter und, damit verwandt und sich in der Funktion teilweise überschneidend, das Kammerpersonal. Hofordnungen regelten den Tagesablauf am Hof und die Zuständigkeiten einzelner Funktionsträger innerhalb ihrer Ämter. Zu den größten sozialen Gruppierungen des fürstlichen Hofstaats gehörten der Hofadel, Bürgerliche und einfache Dienstverpflichtete.
Seit dem Spätmittelalter versuchten die europäischen Fürsten und Monarchen, den Landadel auf Höfe zusammenzuziehen, um ihn unter Kontrolle zu haben und ihre zentrale Macht zu festigen. Der Soziologe Norbert Elias hat das die „Verhöflichung des Adels“ genannt (Die höfische Gesellschaft, 1969). Die Regierungsform, die in diesem Zusammenhang entstand, wird Absolutismus genannt. Ein Höhepunkt war der französische Absolutismus unter Ludwig XIV. Sein Hofstaat im Schloss Versailles war der größte Europas und prägte weltweit die Kultur des Adels. Es bildete sich die soziale Gruppe des Hofadels. Dessen Zugehörigkeit zum Hof (Hoffähigkeit) war mit großem Prestige verbunden und wurde zunehmend von Bürgerlichen angestrebt.
Der Machtverlust der Höfe im 19. Jahrhundert wurde oft mit besonderem Glanz zu kompensieren versucht, so in manchen (deutschen) Kleinstaaten oder im französischen Zweiten Kaiserreich (siehe Operettenstaat). Dieser Glanz unterstützte oft nicht die Anliegen des aufstrebenden Bürgertums: Beispiele von Höfen, an welchen geistige Interessen gefördert und Wissenschaft und Kunst gepflegt wurden, wie am Hof der Medici und am „Weimarer Musenhof“, standen nur vereinzelt da. Die Hoftheater hingegen wurden zunehmend für das Bürgertum geöffnet.
Hofhaltungen waren stets sehr verschieden. Das Hofwesen des Orients, welches zum Teil theokratischen Anschauungen seine Entstehung verdankte, wurde vielfach in den abendländischen Staaten nachgeahmt.

## Ägypten
Das alte Ägypten ist eines der ältesten Beispiele einer höfischen Gesellschaft. Alles dreht sich dort um die Zentralfigur des Königs. Die Staatsdiener drückten vor allem in ihren Titeln die Nähe zum Herrscher aus. Sie nennen sich Vertrauter oder Gefolgsmann des Königs, aber auch einziger Freund seiner Majestät oder erster Freund seiner Majestät. Dies geht so weit, dass sie sich mit Körperteilen des Königs identifizieren. Mund des Königs, oder die beiden Ohren des Königs sind beliebte Beamtenbezeichnungen. Die Gunst des Königs wird als ausgesprochen wichtig empfunden. Der Herrscher war es, der über die Karrieren am Hof entschied.

## Antikes Rom und Byzanz
Im Altertum fielen die Funktionen der Hofbeamten regelmäßig mit denen der Staatsdiener zusammen. So setzte sich der Hofstaat der römischen Kaiser aus hohen Militärbeamten, den Prätorianern, Verwaltungsbeamten, dem Beraterkonsistorium und dem persönlichen Haushalt des Kaisers, dem Cubicularium, zusammen. Gouverneure römischer Provinzen ahmten diese Struktur nach und bildeten eigene Hofstaate.
Besonders kompliziert war die Hofhaltung in Byzanz, die vielfache Nachahmung fand.

## Merowingische Königshöfe
Der kaiserliche römische Hofstaat wurde auch in Nachfolgeterritorien des Römischen Reiches imitiert. So formierten die Merowingerkönige eigene Höfe, als sie im späten 5. Jahrhundert n. Chr. in der Provinz Belgica Secunda eine eigene Herrschaft im Umfeld der zusammenbrechenden römischen Reichsstruktur aufbauten. Der erste Merowingerhof ist unter Chlodwig I., der formal noch römischer Gouverneur gewesen war, in Tournai nachweisbar. Er setzte sich aus militärischen Anführern, Beratern, Verwaltungsbeamten, Mitgliedern und Dienern des königlichen Haushalts sowie christlichen Geistlichen zusammen, wobei zahlreiche römische Hoftitel übernommen wurden.
Allerdings scheinen an den merowingischen Königshöfen die Ämter und ihre Aufgaben weniger stark abgegrenzt als im Römischen Reich gewesen zu sein. Der Hofstaat oder aula regis scheint zudem eine gewisse institutionelle Eigenständigkeit gehabt zu haben, da sich verschiedene Personen nachweisen lassen, die über Herrscherwechsel hinweg Hofämter innehatten. Darauf deutet auch die Tatsache hin, dass bei der Reichseinigung unter Chlothar II. im Jahr 614 die Königshöfe der drei Reichsteile vorerst parallel weiter bestehen blieben. Grundsätzlich waren die Höfe mobil und folgten dem jeweiligen König an seinen Aufenthaltsort. Allerdings wurden wesentlich kürzere Strecken als im späteren Reisekönigtum zurückgelegt, da die Merowingerkönige in der Regel über bevorzugte städtische Herrschaftszentren verfügten.
Eine herausgehobene Bedeutung unter den Hofämtern besaß der Fiscus, die Verwaltung des königlichen Vermögens, das sowohl die Einkommensquellen als auch den Schatz in Form von Münzen und Wertgegenständen umfasste. Dies lässt sich an mehreren Auseinandersetzungen um die Herrschaft in merowingischen Reichen festmachen. In deren Verlauf war die Kontrolle über den Fiscus ein wichtiges Element zur Herrschaftssicherung. Auch die Kanzlei, in der unter der Leitung des referendarius Schriftstücke angefertigt wurden, war von zentraler Bedeutung für die Ausübung der königlichen Herrschaft.
Wichtigstes Hofamt war das des Hausmeiers. Dieser war zunächst vor allem für die interne Organisation des Hofs und des königlichen Haushalts verantwortlich, erlangte schnell aber auch Kompetenzen für die gesamte Reichsorganisation und wurde de facto zum Vizekönig. Die starke Rolle der Hausmeier ermöglichte vom 7. Jahrhundert an den Pippiniden bzw. Karolingern die zunehmende Übernahme der Macht von den Merowingern und schließlich den Aufstieg zur Königswürde im Frankenreich.
Die Mitglieder des Hofs rekrutierten sich vornehmlich aus der Führungselite des Reiches, zu der bis ins 7. Jahrhundert hinein auch römische Reichsbürger zählten. Vereinzelt lässt sich aber auch der Aufstieg von einfachen Handwerkern oder Sklaven innerhalb der Hofränge nachweisen. Entscheidend für den Aufstieg war offenbar die persönliche Gunst des Königs. Im Verlauf der Entwicklung des Merowingerreichs lässt sich ein zunehmender Anteil Gelehrter, und damit vornehmlich Geistlicher, unter den Hofmitgliedern ausmachen. So sind vom späten 6. Jahrhundert an am Hof entstandene lyrische Werke nachweisbar.
Für 581 ist in der Person des Waldelenus erstmals die Funktion eines Hausmeiers als Erzieher eines Prinzen, in diesem Fall Childeberts II. nachgewiesen. Spätestens im frühen 7. Jahrhundert entwickelte sich daraus zumindest für Austrasien nachweisbar eine Hofschule, an der neben Prinzen auch die Söhne von Adligen aus dem Reich und darüber hinaus erzogen wurden. Dies sicherte zugleich den Aufwuchs von Personal für den Hofstaat und festigte den Reichsverbund durch die persönlichen Kontakte des Führungsnachwuchses.
Nach dem Ausscheiden aus ihren königlichen Ämtern übernahmen Mitglieder des merowingischen Hofstaats häufig hohe Kirchenämter und hielten in diesen Funktionen ihre Netzwerke aufrecht.

## Westeuropa in der Neuzeit
Im Heiligen Römischen Reich der frühen Neuzeit waren die Kurfürsten als Inhaber der Erzämter zugleich die ersten Hofbeamten des Kaisers; doch lief dies im Wesentlichen auf eine bloße Titulatur hinaus, wie dies später auch in Ansehung der Erbämter des Reichs der Fall war.
Ein besonders elaboriertes Hofzeremoniell bildete sich in Burgund aus und kam von dort aus mit der Herrschaft der Habsburger (Karl V.) nach Spanien und an den Wiener Hof der beiden habsburgischen Linien, wo das als besonders streng geltende spanische Hofzeremoniell angewendet wurde.
Als Höhepunkt der Entwicklung der höfischen Gesellschaft machte Norbert Elias in seiner klassischen Studie die Herrschaft Ludwigs XIV. mit seiner Hofhaltung im Schloss Versailles aus. Im Zuge des Ausbaus der zentralstaatlichen Autorität und der Modernisierung der Kriegsführung sei der alte Adel („Schwertadel“) marginalisiert worden, dessen Unzufriedenheit sich immer wieder in Aufständen (Fronde) entladen hatte. Der König zog den hohen Adel an den Hof, hob ihn zeremoniell hervor, nutzte aber dieses Zeremoniell zu seiner ständigen Kontrolle und Disziplinierung. Der Hofadel wurde zudem durch die Repräsentationsverpflichtungen der Hofämter so stark belastet, dass er oft verarmte, während die politische Macht zunehmend von bürgerlichen Beamten ausgeübt wurde.
Das französische Mode- und Etikettewesen fand im 18. Jahrhundert in ganz Europa vielfach Nachahmung.

## Höfe am Ende des 19. Jahrhunderts
Die Höfe des späten 19. Jahrhunderts waren zwar im Großen und Ganzen in konformer Weise organisiert, im Einzelnen aber war die Gliederung der Hofbediensteten und ihrer Funktionen, namentlich auch mit Rücksicht auf den Umfang der Hofhaltung, sehr verschieden. Diese Hofbediensteten bildeten zusammen den Hofstaat des Fürsten. Sie zerfielen in Hofbeamte und Hofdiener (Hofoffizianten), je nachdem, ob es sich um den Ehrendienst bei dem Monarchen und seiner Familie, um die höhere Hofverwaltung oder nur um niedere Dienstverrichtungen handelte.
Die höheren Hofbeamten waren die Inhaber der eigentlichen Hofämter (Hofchargen, Hofstäbe), während die übrigen bloße Ehrendienste zu verrichten hatten (Hofdamen, Kammerherren, Kammerjunker). Die Hofämter konnten nur von Adligen bekleidet werden, wie auch früher überhaupt der Adel die Voraussetzung der Hoffähigkeit (Kourfähigkeit) war.
Eine Hofrangordnung bestimmte in dieser Hinsicht die Reihen- und Rangfolge der bei Hofe erscheinenden Personen. Ein besonderes Hofzeremoniell wurde an den Höfen aufrechterhalten, zu dessen Wahrung besondere Beamte (Zeremonienmeister) bestellt waren.
Auch war zum Erscheinen bei Hofe eine besondere Hofkleidung erforderlich, die bei besonderen Gelegenheiten, namentlich bei Hoftrauer, im Einzelnen vorgeschrieben wurde. Außerdem waren gute und kultivierte (eben: höfische) Umgangsformen erforderlich, um am Hof akzeptiert zu werden. Das Protokoll und die Etikette mussten sehr genau beachtet werden, um nicht einen Skandal auszulösen. Die adeligen Herren durften zum Beispiel nicht die Schuhe ausziehen und barfuß oder nur in Strümpfen durch Schloss und Park gehen, weil dies als unfein galt.

### Preußen
Die Hofbeamten waren dem Minister des Königlichen Hauses unterstellt, so in Preußen, wo ihm zunächst das Heroldsamt für Standes- und Adelssachen, das königliche Hausarchiv und die Hofkammer der königlichen Familiengüter untergeordnet waren. Ebenso standen das Geheime Kabinett des Königs für Zivilangelegenheiten, aber auch das Geheime Kabinett für die Militärangelegenheiten unter dem Hausministerium, während die Generaladjutanten und die Flügeladjutanten des Kaisers und Königs und das kaiserliche Militärkabinett nicht als königliche Beamte, sondern als solche des Deutschen Reichs und des deutschen Kaisers fungierten.
Dagegen standen unter dem königlichen Hausminister die verschiedenen Hofchargen, welche in Preußen in oberste, Ober- und einfache Hofchargen eingeteilt wurden. Oberste Hofchargen waren: der Oberstkämmerer, der Oberstmarschall, der Oberstschenk, der Obersttruchsess und der Oberstjägermeister.
Als obere Hofchargen wurden aufgeführt: der Oberküchenmeister, der Oberschlosshauptmann, der Ober-Hof- und Hausmarschall, der Oberstallmeister und Intendant der königlichen Gärten, der Oberzeremonienmeister, der Obergewandkämmerer (Grandmaître de la garderobe), der Oberjägermeister, der Oberhofmeister, der Generalintendant der königlichen Schauspiele (Hoftheater) und die Vizeoberhofbeamten. Zu letzteren gehören der Hofmarschall des Kaisers, der Hausmarschall des Kaisers, der Vizeoberjägermeister, der Vizeoberschlosshauptmann, die beiden Vizeoberzeremonienmeister usw. Der Ober-Hof- und Hausmarschall, der Obergewandkämmerer und der Oberzeremonienmeister trugen das Prädikat „Eure Exzellenz“.
Als einfache Hofchargen wurden bezeichnet: die Schlosshauptleute, welche über die zahlreichen königlichen Schlösser gesetzt sind, die Hofmeister, die Zeremonienmeister, die Stallmeister, die Kammerherren, die Hofmarschälle der königlichen Prinzen und die Hofjägermeister.
Zum Hofstaat gehörten ferner der Generalintendant der königlichen Hofmusik, die königlichen Leibärzte, die Privatkanzlei und der Vorleser des Königs.
Auch die Gemahlinnen der gekrönten Häupter hatten ihren Hofstaat, welcher sich in Preußen bei der Kaiserin-Königin aus der Oberhofmeisterin, den Palastdamen, dem Oberhofmeister, dem Leibarzt und dem Kabinettssekretär zusammensetzte, abgesehen von den niederen Chargen; ebenso die Prinzen und Prinzessinnen der fürstlichen Häuser. Die Rangfolge der Hofchargen war zusammen mit den Rängen aller als hoffähig erachteten Personen im Preußischen Hofrangreglement von 1878 festgelegt.

### Österreich-Ungarn
Im Kaisertum Österreich galten als oberste Hofämter der Obersthofmeister, der Oberstkämmerer, der Obersthofmarschall und der Oberststallmeister, ferner der ranghöchste Offizier jeder der fünf Garden (die Gardekapitäne der Arcièren-Leibgarde, der Trabantenleibgarde und der Hofburgwache sowie der Ungarischen Leibgarde und der Leibgarde-Reitereskadron).
Zu den sogenannten Hofdiensten gehörten der Oberst-Küchenmeister, der Oberstsilberkämmerer, der Oberststabelmeister, der Oberjägermeister und der Oberzeremonienmeister.
Dazu kam noch der militärische Hofstaat des Kaisers, bestehend aus den General- und den Flügeladjutanten, sowie die Militärkanzlei und die Kabinettskanzlei des Kaisers. Der Hofstaat am österreichischen Kaiserhof war in die Hofstaate der einzelnen Familienmitglieder untergliedert und umfasste im 18. Jahrhundert jahrzehntelang über zweitausend Personen. Davon gehörten weit über tausend Personen zum Hofstaat des Kaisers. Mit dem sogenannten Schönbrunner Deutsch pflegte der österreichische Adel (und der der gesamten Donaumonarchie), dem auch die Hofchargen angehörten, einen eigenen Soziolekt.

### Römische Kurie
Eigentümlich ist die Unterscheidung zwischen geistlichen und weltlichen Hofchargen beim päpstlichen Hof, der römischen Kurie. Die obersten geistlichen Hofchargen (Kardinäle des Palastes) sind hier der Protodatarius (siehe Apostolische Datarie), der Sekretär der Breven, der Sekretär der Bittschriften und der Staatssekretär und Präfekt des Apostolischen Palasts.
Die weltlichen Hofchargen waren der Großmeister des Malteserordens, der Obersthofmarschall, der Oberststallmeister und der Generalpostmeister. Zu den geistlichen Oberhof- und Hofchargen kommen die obersten Erbämter und die Führer der päpstlichen Leibgarden (vgl. auch Päpstlicher Adel).

### Geistliche Hofämter
Im Mittelalter erhielten einige Fürsten die päpstliche Erlaubnis zu eigenen Hofgeistlichen, sogenannten Hofbeichtvätern, wie sie auch schon früher besondere Hofkirchen gegründet hatten (siehe Hofkapelle (Amt)). Die Stellen dieser Beichtväter wurden im 16. und 17. Jahrhundert an katholischen Höfen oft mit Jesuiten besetzt, welche nicht selten großen Einfluss erlangten. Protestantische Fürsten stellten an ihren Hofkirchen Hofprediger oder Hofkapläne an.

## Hofkritik
Die Kritik an den Zuständen der höfischen Gesellschaft, die ihre Teilnehmer zu Unaufrichtigkeit und Verstellung (dissimulatio) zwinge, begleitete den Hof seit seiner Existenz. Im lateinischen Europa kam die Hofkritik als Topos und als Genre im 12. Jahrhundert auf.